# Ahmed al-Abbar
Pour les articles homonymes, voir Abbar (homonymie).
Ahmed Al-Abbar (arabe : أحمد العبار) est un membre du Conseil national de transition pendant la Révolte libyenne de 2011 contre le régime de Kadhafi, Il y est chargé des affaires économiques, gère les fonds du conseils et ouvre des lignes de crédit supplémentaires grâce à l'aide d'autres États. Il vit à Benghazi et dirige une entreprise qui importe des produits agricoles ; il a des liens d'affaires avec la famille al-Sanussi.

## Sources
- (en) Cet article est partiellement ou en totalité issu de l’article de Wikipédia en anglais intitulé « Ahmed Al-Abbar » (voir la liste des auteurs).